# Bateria da Barra de Laguna
A Bateria da barra de Laguna, também referida como Forte de Laguna, Fortim do Atalaia e Fortaleza da Barra, localizava-se na barra norte da Lagoa de Santo Antônio, atual cidade de Laguna, no litoral sul do estado de Santa Catarina, no Brasil.

## História
No contexto da Revolução Farroupilha (1835 — 1845), com os ancoradouros de Porto Alegre e de São José do Norte nas mãos das forças imperiais, os revolucionários republicanos decidiram a conquista de Laguna, no litoral sul da província de Santa Catarina. Davi Canabarro por via terrestre, apoiado pelo italiano Giuseppe Garibaldi (1807 — 1882) no lanchão Seival, conquistaram de surpresa aquele ancoradouro em 23 de julho de 1839, proclamando a República Juliana (ou República Catarinense), que teve a duração efêmera de apenas quatro meses. A 15 de novembro de 1839 um ataque imperial a Laguna, combinando tropas de infantaria, de cavalaria e da Marinha do Brasil, sob o comando do capitão-de-mar-e-guerra Frederico Mariath, resultou na destruição da esquadra farroupilha ali fundeada e na conseqüente reconquista da cidade.
Com a reconquista a bateria na barra, erguida pelos rebeldes, foi subsequentemente arrasada (SOUZA, 1885:126). SOARES (1978) refere esta estrutura como Forte de Laguna, informando que, após alguma resistência, foi abandonada pelos republicanos.
BOITEUX (1985), por outro lado, compreende que já existia à época um pequeno forte no local, "(…) do lado oposto à vila e fronteiro à barra, forte este construído pouco antes de 1800, à sua custa, pelo então capitão-mór da Laguna, Jerônimo Francisco Coelho, para defesa daquele porto (…)". Complementa ainda informando que o Coronel Villas Boas, comandante geral das forças imperiais em Laguna, receando que esse forte fosse tomado pelos invasores, "(…) ordenou recolher a bordo da canhoneira Itaparica, todos os objetos nele existentes, do que deu conta à presidência em 16 do mesmo mês [julho de 1839] (…)" (op. cit., p. 113).
Em 1992, o Instituto do Patrimônio Histórico e Artístico Nacional (IPHAN) cadastrou os remanescentes desta fortificação como sítio arqueológico-histórico, denominando-o de Fortim do Atalaia. A área do sítio foi registrada como sendo de 140 m2, localizada em terreno de propriedade privada, à margem direita (sul) do canal da Barra da Lagoa Santo Antônio. Apresentava-se então em situação de abandono, com integridade classificada como menor que 25%, notando-se, à época, vestígios de edificação a céu aberto. Mais recentemente, em março de 2008, uma vistoria realizada pelo IPHAN constatou "(…) evidências de uma edificação, em pedra, que supostamente pertenceriam à edificação do Fortim em epígrafe (…)".